# Бусенгоїт
Бусенгоїт — це рідкісний гідратований сульфат амонію і магнію з хімічною формулою (NH4)2Mg(SO4)2 · 6H2O. Формула бусенгоїту відноситься до типу солей Туттона. Спочатку він був описаний на геотермальних родовищах в Тоскані, Італія, де він зустрічається разом зі своїм залізним аналогом моритом, але частіше зустрічається у палаючих вугільних відвалах. Мінерал має моноклінну сингонію і утворює чіткі, часто округлі кристали.
Мінерал названий на честь французького хіміка Жана-Батіста Буссенго (1802—1887).